# Szécsi Pál-díj
A Szécsi Pál-díjat a Szécsi Pál Alapítvány hozta létre. Az Alapítvány első, díjátadó ünnepséggel és színházi bemutatóval egybekötött rendezvényét 2007. május 27-én tartották az Aranytíz Művelődési Központban.
Az alapítványt Szécsi Pál testvérei találták ki, hogy öccsük emlékének ápolása hivatalos formát öltsön, és így tisztelegjenek imádott testvérük emléke előtt. Az alapítvány kuratóriumának tagjait a „Szécsi Pál” című darab szereplői közül választották ki. A kuratórium elnöke: Gergely Róbert, további tagok Radó Denise és Maronka Csilla.

## Díjazottak
- 2007 – Sváby András